# Stephen C. Porter
Stephen C. Porter (* 18. April 1934 in Santa Barbara (Kalifornien); † 19. Februar 2015 in Carpinteria, Kalifornien) war ein US-amerikanischer Quartärgeologe.

## Leben und Werk
Porter studierte Geologie an der Yale University mit dem Bachelor-Abschluss 1955, diente dann zwei Jahre bei der US Navy im Pazifik und setzte danach sein Studium in Yale fort mit dem Master-Abschluss 1958 und der Promotion bei dem Quartärgeologen Richard Foster Flint 1962. Für die Dissertation gewann er den Benjamin Silliman Prize. Ab 1962 war er an der University of Washington, wo er Professor wurde und 1982 bis 1998 das das 1967 von A. Lincoln Washburn (dem ersten Direktor) gegründeten Quarternary Research Center leitete. 2001 ging er in den Ruhestand.
1973/74 war er mit einem Fulbright-Hays Stipendium an der University of Canterbury in Neuseeland und 1980/81 Gastwissenschaftler am Scott Polar Research Center der Universität Cambridge. 1987 war er Gastprofessor an der Chinesischen Akademie der Wissenschaften.
Porter studierte weltweit Berggletscher und insbesondere die Chronologie der Vorstöße und Rückzüge von Gletschern als Abbild des Klimawandels. Als Quartärgeologe untersuchte er auch Lößablagerungen in China als Abbild von Umwelt- und Klimawandel (Monsun-Chronologie über 8 Millionen Jahre) und die Rolle von Vulkanismus in der Kleinen Eiszeit.
1991 bis 1995 war er Präsident der American Quarternary Association, deren Distinguished Career Award er 2004 erhielt, und 1995 bis 1999 der International Union of Quarternary Research (INQUA). Er war Fellow der American Association for the Advancement of Science und der Geological Society of America, deren Kirk Bryan Award er erhielt. 1976 bis 2001 war er Herausgeber von Quarternary Research, war Associate Editor von Radiocarbon und des American Journal of Science. Er war wissenschaftlicher Berater der Fernsehserie von PBS The Miracle Planet.
Er war in seiner Jugend Bergsteiger. 1959 heiratete er die Anthropologin Anne Higgins, mit der er drei Kinder hatte, die ihre Eltern oft auf Feldexkursionen begleiteten.

## Schriften (Auswahl)
- mit Brian J. Skinner: The Blue Planet. An Introduction to Earth System Science, Wiley 1994, 3. Auflage 2011 (zusätzlich mit Barbara W. Murck, Daniel B. Botkin)
- mit Brian J. Skinner: The Dynamic Earth, Wiley 1995, 5. Auflage 2003
- mit Brian J. Skinner: Physical Geology, Wiley 1987
- mit Brian J. Skinner: Geodiscoveries to Accompany Dynamic Earth. An Introduction to Physical Geology, Wiley 2000
- mit Brian J. Skinner, Barbara W. Murck: Environmental Geology, Wiley 1996
- mit A. Zhisheng: Correlation between climate events in the North Atlantic and China during the last glaciation, Nature, Band 371, 1995, S. 305–308.